# Iwajło Czoczew
Iwajło Ludmiłow Czoczew (bułg. Ивайло Людмилов Чочев, ur. 18 lutego 1993 w Plewen) – bułgarski piłkarz grający na pozycji środkowego pomocnika.

## Kariera klubowa
Swoją karierę piłkarską Czoczew rozpoczął w klubie Spartak Plewen w 1999 roku. W 2008 roku podjął treningi w Czawdarze Etropole. W 2010 roku awansował do pierwszego zespołu Czawdaru. 31 lipca 2010 zadebiutował w drugiej lidze bułgarskiej w przegranym 2:3 wyjazdowym meczu z FK Bansko. W zespole Czawdara grał do końca 2012 roku.
Na początku 2013 roku Czoczew przeszedł do CSKA Sofia. W CSKA swój debiut zaliczył 10 marca 2013 w zwycięskim 2013 domowym meczu z Czernomorcem Burgas. W sezonie 2013/2014 wywalczył z CSKA wicemistrzostwo Bułgarii.
W lipcu 2014 roku Czoczew podpisał kontrakt z włoskim klubem US Città di Palermo. W Serie A swój debiut zanotował 19 października 2014 w wygranym 2:1 domowym meczu z Ceseną. 12 kwietnia 2015 w wygranym 3:1 wyjazdowym spotkaniu z Udinese Calcio strzelił swojego debiutanckiego gola we włoskiej lidze.
| Sezon   | Klub             | Kraj     | Rozgrywki | Mecze | Bramki |
| ------- | ---------------- | -------- | --------- | ----- | ------ |
| 2010/11 | Czawdar Etropole | Bułgaria | B PFG     | 28    | 3      |
| 2011/12 | Czawdar Etropole | Bułgaria | B PFG     | 21    | 6      |
| 2012/13 | Czawdar Etropole | Bułgaria | B PFG     | 13    | 8      |
| 2012/13 | CSKA Sofia       | Bułgaria | A PFG     | 10    | 0      |
| 2013/14 | CSKA Sofia       | Bułgaria | A PFG     | 35    | 7      |
| 2014/15 | US Palermo       | Włochy   | Serie A   | 18    | 3      |

## Kariera reprezentacyjna
Czoczew grał w młodzieżowych reprezentacjach Bułgarii. W dorosłej reprezentacji Bułgarii zadebiutował 8 czerwca 2015 w przegranym 0:4 towarzyskim meczu z Turcją, rozegranym w Stambule. W 60. minucie meczu zmienił Stanisława Manolewa.